# Jasmin Hutter

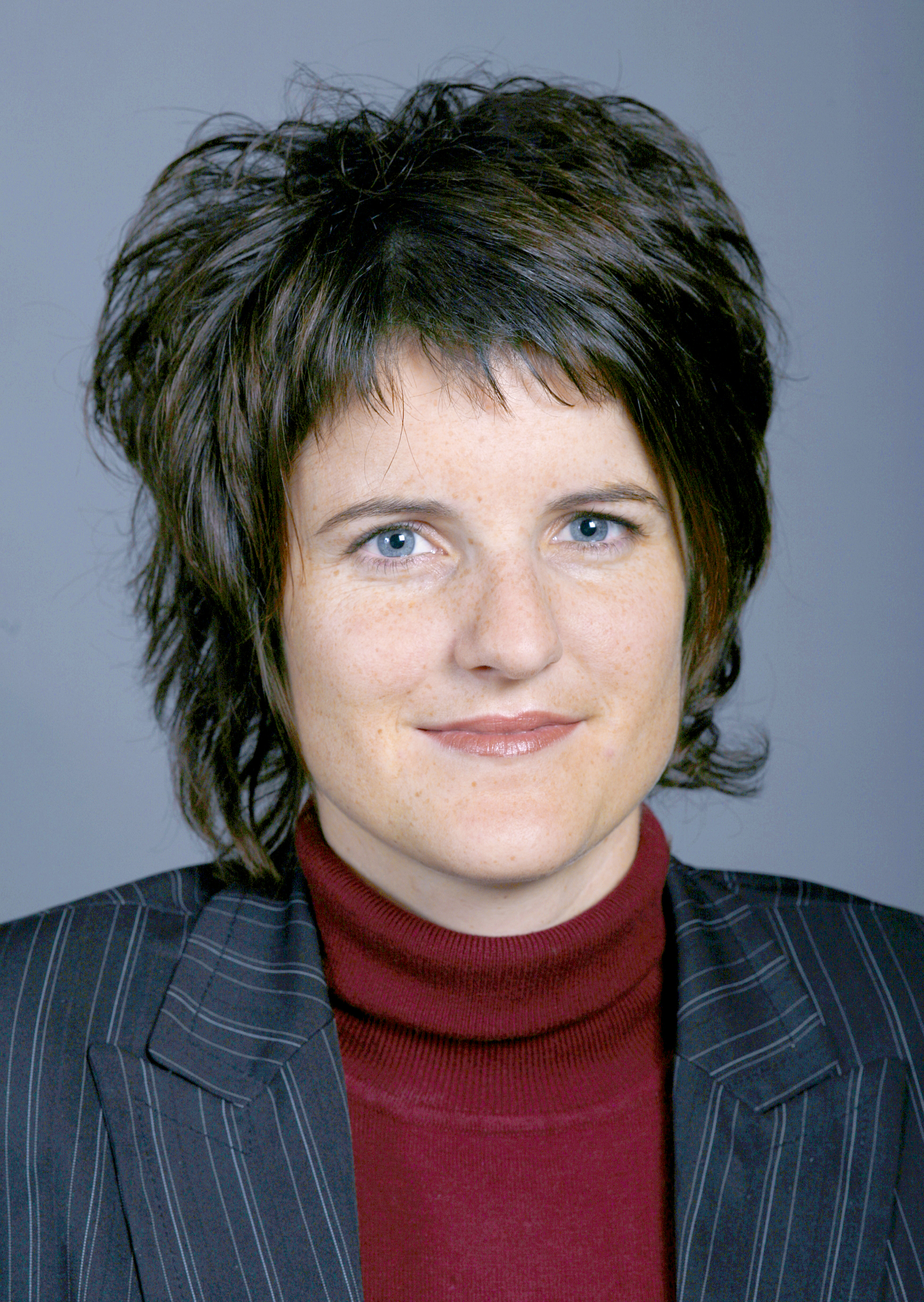
Jasmin Hutter

Jasmin Hutter-Hutter (* 11. Juni 1978 in Altstätten, heimatberechtigt in Diepoldsau und Altstätten) ist eine ehemalige Schweizer Politikerin (SVP).

## Leben
Jasmin Hutter wurde 2000 in den Kantonsrat des Kantons St. Gallen gewählt, dessen Mitglied sie bis 2004 blieb. Bei den Wahlen vom Oktober 2003 gelang ihr die Wahl in den Nationalrat, dem sie bis Ende 2009 angehörte.
Neben ihrem Nationalratsmandat arbeitete sie als Verkaufsleiterin in der Baumaschinenfirma ihres Vaters. Umstrittene Popularität erlangte Hutter, als sie bei der Verordnung des Bundesamts für Umwelt zur obligatorischen Einführung von Russpartikelfiltern für Baumaschinen mit einer Motion verlangte, diese zu sistieren, bis die Europäische Union (EU) gleiche Richtlinien vertrete. Hintergrund war, dass die Schweiz als einziges Land eine solche Filterpflicht kennt. Nach dieser Äusserung reichten zwei Filterhersteller Klage gegen sie ein. Diese Klagen mussten jedoch fallen gelassen werden, da sie als Parlamentarierin politische Immunität vor Strafverfolgung besitzt. Der Nationalrat hatte dies am 15. Juni 2005 bestätigt.
Am 1. März 2008 wurde sie als einzige Frau ins fünfköpfige Vizepräsidium der SVP Schweiz gewählt. Aufgrund ihrer ersten Schwangerschaft legte sie das Amt als Nationalrätin im Dezember 2009 und das der Vizepräsidentin im Frühjahr 2010 nieder. Im Nationalrat rückte  Roland Rino Büchel für sie nach, als SVP-Vizepräsidentin Nadja Pieren.
Jasmin Hutter ist seit 2007 verheiratet und hat zwei Kinder. 2016 kaufte sie zusammen mit ihrem Mann einen Zoo in Eichberg, der seither Zoo Gnadenhof heisst. Deren Zoo mit 140 Tieren (Stand 2020) wird ehrenamtlich betrieben und dient als Gnadenhof für ältere Tiere. Sie sehe heute «vieles differenzierter» als damals und würde sich heute ihrer eigenen Aussage nach als eher «sozial bezeichnen».